# زنبورعسل هیمالیایی
زنبورعسل هیمالیایی (نام علمی: Apis dorsata laboriosa) نام یک گونه از سرده زنبور عسل است. زنبور عسل هیمالیایی بزرگ‌ترین زنبور عسل جهان است. یک زنبور بالغ مجرد می‌تواند تا 3.0 سانتی متر (1.2 اینچ) طول داشته باشد.رفتار آن بسیار با زیستگاه ارتفاعات خود سازگار است و به وضوح جریان ژن کمی بین آن و دشت A.dorsata برای میلیون ها سال وجود داشته است. برخی این شواهد را مبنی بر اینکه باید به عنوان یک گونه طبقه بندی شود، در نظر می گیرند (آریاس و شپرد 2005). تا کنون آن را تنها در مناطق کوهستانی بوتان، استان یون نان چین، هند و نپال میتوان یافت. لانه‌های این زنبور عسل می‌تواند تا ۶۰ کیلوگرم وزن داشته باشد. این زنبور ۳ نوع عسل مختلف میسازد:
عسل قرمز که از گل‌های ارتفاع بالا ساخته شده است، عسل بهار که از گل‌هایی در ارتفاع متوسط یا پایین ساخته شده است، عسل پاییز که از هر محلی ایجاد شده است. عسل قرمز دارای اثری شربنده و آرامش بخش است. تنها زنبور عسل هیمالیایی می‌تواند عسل قرمز را تولید کند. قیمت عسل قرمز حدود پنج برابر عسل معمولی این زنبور میباشد. مقدار زیادی از این عسل به ژاپن، نپال و هنگ کنگ صادر میشود.